# Hiện tượng đa phôi

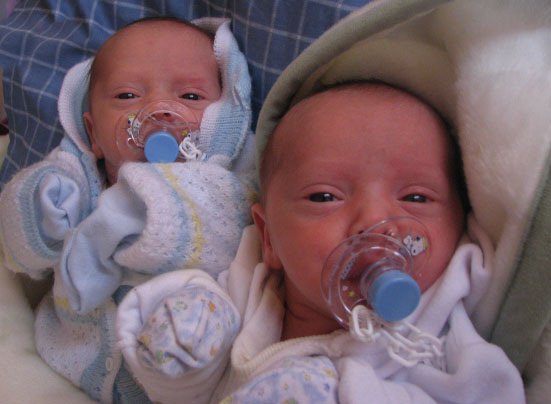
Bebes12 008

Hiện tượng đa phôi là hiện tượng hai hoặc nhiều phôi phát triển từ một trứng được thụ tinh. Do các phôi tạo ra từ cùng một trứng, các phôi giống hệt nhau, nhưng đa dạng về mặt di truyền từ bố mẹ. Sự khác biệt di truyền giữa các con cái và cha mẹ, nhưng sự giống nhau giữa các anh chị em, là sự phân biệt đáng kể giữa hiện tượng đa phôi và quá trình mọc chồi và sinh sản hữu tính điển hình. Hiện tượng đa phôi có thể xảy ra ở người, dẫn đến sinh đôi giống hệt nhau, mặc dù quá trình này là ngẫu nhiên và ở tần số thấp. Hiện tượng đa phôi xảy ra thường xuyên ở nhiều loài động vật có xương sống, động vật không xương sống và thực vật.

## Động vật có xương sống
Armadillos là loài động vật có xương sống được nghiên cứu kỹ lưỡng nhất về hiện tượng đa phôi, với sáu loài armadillo trong chi Dasypus luôn luôn có hiện tượng đa phôi. Chẳng hạn, tatu chín đai, luôn sinh ra bốn đứa trẻ giống hệt nhau. Có hai điều kiện được dự kiến sẽ thúc đẩy sự tiến hóa của hiện tượng đa phôi: cá thể mẹ không biết điều kiện môi trường của con cái như trong trường hợp ký sinh trùng, hoặc hạn chế sinh sản. Người ta nghĩ rằng tatu chín đai tiến hóa hiện tượng đa phôi là do nguyên nhân thứ hai.

## Động vật không xương sống
Một ví dụ nổi bật hơn về việc sử dụng hiện tượng đa phôi như một công cụ sinh sản cạnh tranh được tìm thấy trong ký sinh trùng Hymenoptera, họ Encyrtidae. Thế hệ con của phôi phân chia phát triển thành ít nhất hai dạng, một dạng sẽ phát triển thành con trưởng thành và một trở thành một loại "lính", được gọi là ấu trùng sớm phát triển. Những ấu trùng dạng hai "tuần tra" trên vật chủ và tiêu diệt bất kỳ loại ký sinh trùng nào khác mà chúng tìm thấy, ngoại trừ anh chị em của chúng, thường là chị em (cá thể cái).
Côn trùng hiện tượng đa phôi bắt buộc thuộc hai lớp: Hymenoptera (ong bắp cày thường) và Bộ cánh vuốt. Từ một quả trứng, những con côn trùng này có thể sinh ra hàng ngàn con. Các con ong bắp cày từ nhóm Hymenoptera có thể được chia thành bốn họ bao gồm Braconidae (Macrocentrus), Platygasteridae (Platygaster), Encyrtidae (Copidosoma) và Dryinidae.
Hiện tượng đa phôi cũng xảy ra ở Động vật hình rêu. Thông qua phân tích kiểu gen và dữ liệu phân tử gần đây, người ta đã gợi ý rằng đa phôi xảy ra trong toàn bộ loài Cá miệng tròn.

## Thực vật
Thuật ngữ này cũng được sử dụng trong thực vật học để mô tả hiện tượng cây con nảy mầm từ một phôi. Khoảng 20 chi của Cây hạt trần có hiện tượng đa phôi, gọi là " sự phân tách hiện tượng đa phôi," nơi hợp tử gốc chia thành nhiều phôi giống hệt nhau. Trong một số loài thực vật, nhiều phôi thai có hiện tượng đa phôi cuối cùng chỉ sinh ra một cá thể con duy nhất. Cơ chế tạo ra kết quả một cá thể con (hoặc trong một số trường hợp là một vài con) được mô tả với Pinus sylvestris có hiện tượng lập trình tế bào chết (PCD), loại bỏ tất cả trừ một phôi. Ban đầu, tất cả các phôi đều có cơ hội như nhau để phát triển thành hạt giống đầy đủ, nhưng trong giai đoạn đầu phát triển, một phôi trở nên chiếm ưu thế thông qua cạnh tranh, và do đó, hạt giống không hoạt động, trong khi các phôi khác bị phá hủy thông qua PCD.
Chi Cam chanh có một số loài có hiện tượng đa phôi, trong đó nhiều phôi có nguồn gốc từ tế bào nucellar tồn tại cùng với phôi có nguồn gốc giao phối. Antonie van Leeuwenhoek lần đầu tiên mô tả hiện tượng đa phôi vào năm 1719 khi hạt giống ở Chi Cam chanh được quan sát thấy có hai phôi nảy mầm. Ở Chi Cam chanh, hiện tượng đa phôi được kiểm soát về mặt di truyền bởi một locus đa phôi chung giữa các loài, được xác định bởi đa hình  nucleotide đơn trong các kiểu gen được sắp xếp theo trình tự. Sự thay đổi trong các loài cây có múi dựa trên số lượng phôi phát triển, tác động của môi trường và biểu hiện gen. Cũng như các loài khác, do nhiều phôi phát triển gần nhau, sự cạnh tranh xảy ra, có thể gây ra sự thay đổi trong việc nảy mầm hoặc sức sống của hạt giống.